# توتوا، واسلوئی
توتوا، وسلوی (به لاتین: Tutova, Vaslui) یک روستا در رومانی است که در وزلو واقع شده‌است.

## خصوصیات
توتوا ۵٬۵۹۸ نفر جمعیت دارد.